# Башчелуци
Башчелуци су насељено место града Лознице у Мачванском округу. Према попису из 2022. било је 786 становника.

## Демографија
У насељу Башчелуци живи 772 пунолетна становника, а просечна старост становништва износи 37,2 година (36,5 код мушкараца и 37,8 код жена). У насељу има 296 домаћинстава, а просечан број чланова по домаћинству је 3,31.
Ово насеље је великим делом насељено Србима (према попису из 2002. године), а у последња три пописа, примећен је пораст у броју становника.
|  |

| Демографија | Демографија | Демографија |
| Година      | Становника  | Становника  |
| ----------- | ----------- | ----------- |
| 1948.       | 427         |             |
| 1953.       | 469         |             |
| 1961.       | 514         |             |
| 1971.       | 649         |             |
| 1981.       | 751         |             |
| 1991.       | 955         | 913         |
| 2002.       | 980         | 1.015       |
| 2011.       | 872         |             |
| 2022.       | 786         |             |

| Етнички састав према попису из 2002.‍ | Етнички састав према попису из 2002.‍ | Етнички састав према попису из 2002.‍ | Етнички састав према попису из 2002.‍ | Етнички састав према попису из 2002.‍ |
| ------------------------------------ | ------------------------------------ | ------------------------------------ | ------------------------------------ | ------------------------------------ |
|                                      |                                      |                                      |                                      |                                      |
| Срби                                 | Срби                                 |                                      | 974                                  | 99,38%                               |
| Црногорци                            | Црногорци                            |                                      | 1                                    | 0,10%                                |
| Хрвати                               | Хрвати                               |                                      | 1                                    | 0,10%                                |
| непознато                            | непознато                            |                                      | 4                                    | 0,40%                                |

| Година пописа     | 1948. | 1953. | 1961. | 1971. | 1981. | 1991. | 2002. |
| ----------------- | ----- | ----- | ----- | ----- | ----- | ----- | ----- |
| Број домаћинстава | 74    | 86    | 116   | 156   | 206   | 286   | 296   |

| Број чланова      | 1  | 2  | 3  | 4  | 5  | 6  | 7 | 8 | 9 | 10 и више | Просек |
| ----------------- | -- | -- | -- | -- | -- | -- | - | - | - | --------- | ------ |
| Број домаћинстава | 41 | 60 | 58 | 82 | 27 | 21 | 3 | 2 | 1 | 1         | 3,31   |

| Пол    | Укупно | Неожењен/Неудата | Ожењен/Удата | Удовац/Удовица | Разведен/Разведена | Непознато |
| ------ | ------ | ---------------- | ------------ | -------------- | ------------------ | --------- |
| Мушки  | 398    | 98               | 271          | 6              | 8                  | 15        |
| Женски | 425    | 87               | 270          | 54             | 8                  | 6         |
| УКУПНО | 823    | 185              | 541          | 60             | 16                 | 21        |

| Пол    | Укупно                    | Пољопривреда, лов и шумарство | Рибарство                            | Вађење руде и камена | Прерађивачка индустрија       |
| ------ | ------------------------- | ----------------------------- | ------------------------------------ | -------------------- | ----------------------------- |
| Мушки  | 179                       | 7                             | 0                                    | 0                    | 82                            |
| Женски | 142                       | 11                            | 0                                    | 1                    | 49                            |
| УКУПНО | 321                       | 18                            | 0                                    | 1                    | 131                           |
| Пол    | Производња и снабдевање   | Грађевинарство                | Трговина                             | Хотели и ресторани   | Саобраћај, складиштење и везе |
| Мушки  | 13                        | 22                            | 16                                   | 7                    | 7                             |
| Женски | 1                         | 2                             | 25                                   | 9                    | 1                             |
| УКУПНО | 14                        | 24                            | 41                                   | 16                   | 8                             |
| Пол    | Финансијско посредовање   | Некретнине                    | Државна управа и одбрана             | Образовање           | Здравствени и социјални рад   |
| Мушки  | 1                         | 3                             | 6                                    | 2                    | 4                             |
| Женски | 1                         | 4                             | 5                                    | 7                    | 14                            |
| УКУПНО | 2                         | 7                             | 11                                   | 9                    | 18                            |
| Пол    | Остале услужне активности | Приватна домаћинства          | Екстериторијалне организације и тела | Непознато            | Непознато                     |
| Мушки  | 5                         | 0                             | 0                                    | 4                    | 4                             |
| Женски | 8                         | 0                             | 0                                    | 4                    | 4                             |
| УКУПНО | 13                        | 0                             | 0                                    | 8                    | 8                             |